# ダンプリング
ダンプリング（英語: dumpling）とは、小麦粉を練って茹でて、肉・野菜・果物・チーズなどを入れた焼き団子のこと。或いは卵・牛乳で練り、団子状にしてゆでたものでシチューやスープに浮かすもの。また、茹でたじゃがいも・小麦粉・米に塩と水を加えて練り上げ、丸型に整えてから茹でたり、蒸したりしたもの。

## 定義
英語では小麦粉に水を加えて調製したものをドウ（dough）といい、これを応用した料理は薄く伸ばして餡などを包んだ料理（ダンプリング、dumpling）と、切る、伸ばす、ちぎる、穴や型から押し出すなどの方法で成形した料理（ヌードル、noodle）に大別される。dumpは動詞「ぐちゃぐちゃに（混ぜる・捨てる）」「どさっと（投げる・捨てる）」、dump-yは形容詞「ずんぐりした」dump-ingは(動)名詞「投げ捨てること、ダンピング」。dump-lingには「ころっと丸い動物、ずんぐりした人」の寓意もある。
日本のすいとんや蕎麦がき、中国の餃子・粽子、イタリアのニョッキなども英語ではダンプリングに分類される。特にユーラシア大陸の各地で多様なダンプリング料理が作られている。

## 主なダンプリング

### ドイツ
- クレーセ (Klöße)、単数形はクロース (Kloß)
- クネーデル (Knödel)
- クロプセ (Klopse)
- マウルタッシェ (Maultasche)

### ポーランド

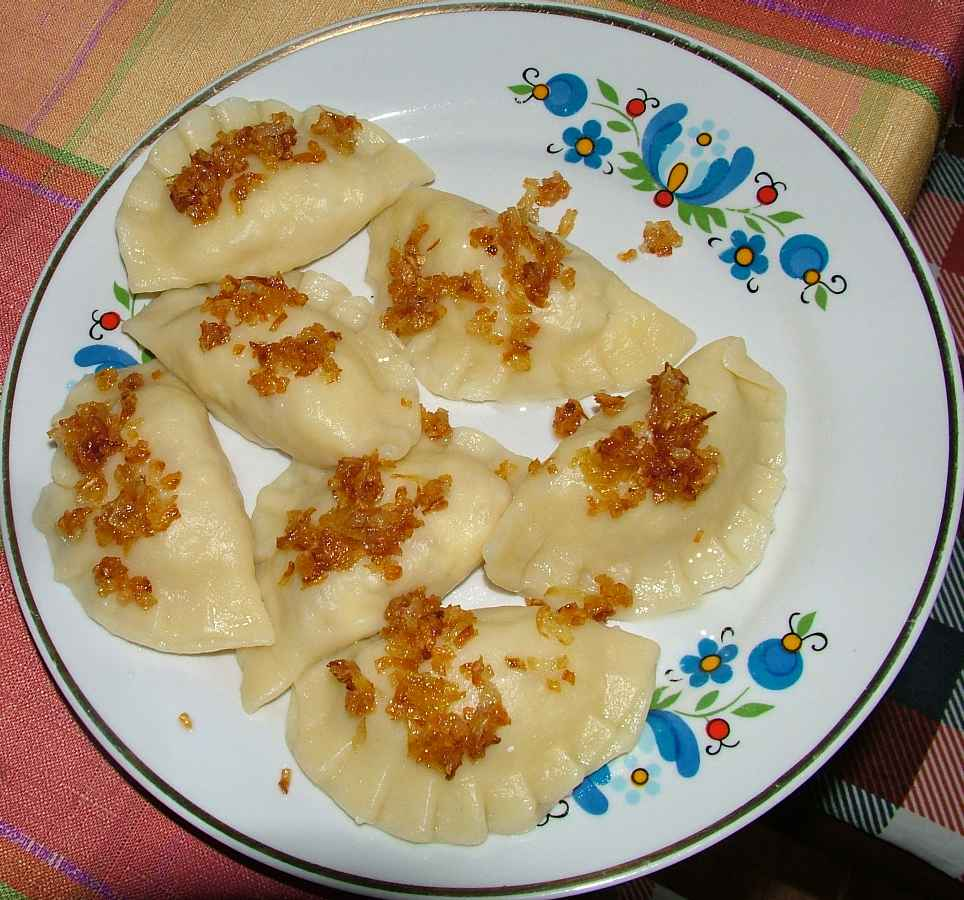
ピエロギ

- ピエロギ (Pierogi)
- ウシュキ (Uszki)

### チェコ
- クネドリーキ (Knedlíky)

主な原料は小麦粉ないしジャガイモである。小麦粉で作る場合は水、卵、重曹を加えてこね、茹でる。ジャガイモの場合は蒸してつぶしたジャガイモに卵や小麦粉を混ぜ、スプーンなどで一口大にすくい、茹でてつくる。ジャガイモのクネードリキについてはオーストリアの影響が強い。
小麦粉のクネードリキはメインディッシュ（グラーシュなど）の付け合わせとしてソースを絡めて食べ、ジャガイモのものはソースが少ない肉料理と食べることが多い。いずれも水分は少なめでもっちりとしており、腹持ちがよい。

### ハンガリー
- ガルーシュカ (Galuska)
- ゴンボーツ (Gombóc)

### ロシア
- ペリメニ (пельмени)
- ウシュキ (Uszka)
- ピャンセ (пянсе)

### ウクライナ

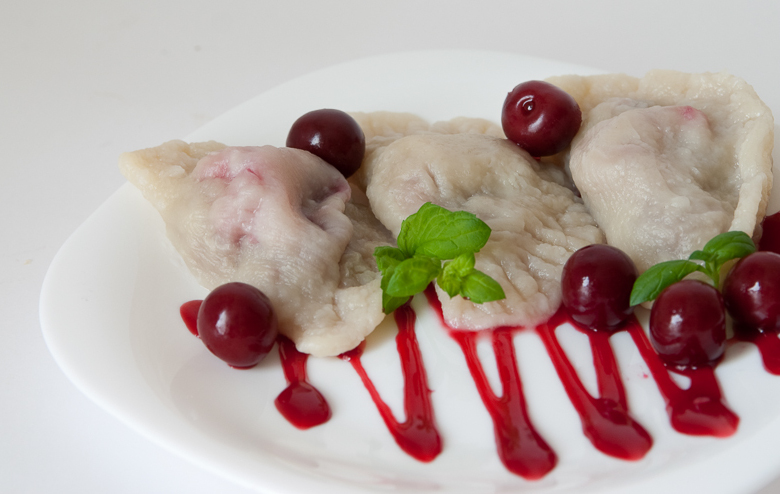
ヴァレーヌィク

- ヴァレーヌィク (варе́ник)

### ジョージア

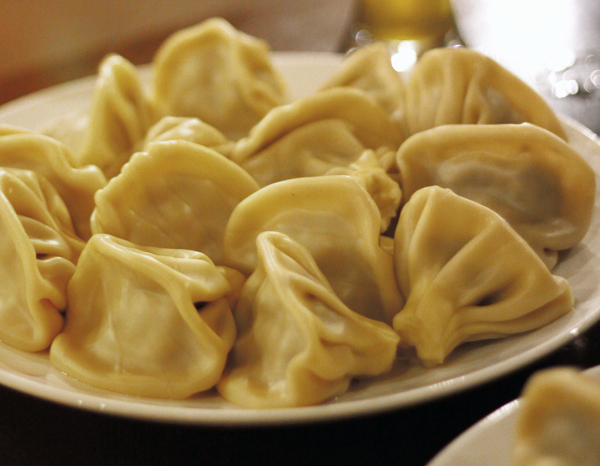
ヒンカリ

- ヒンカリ（Khinkali）

### 東欧ユダヤ民族（アシュケナジム）

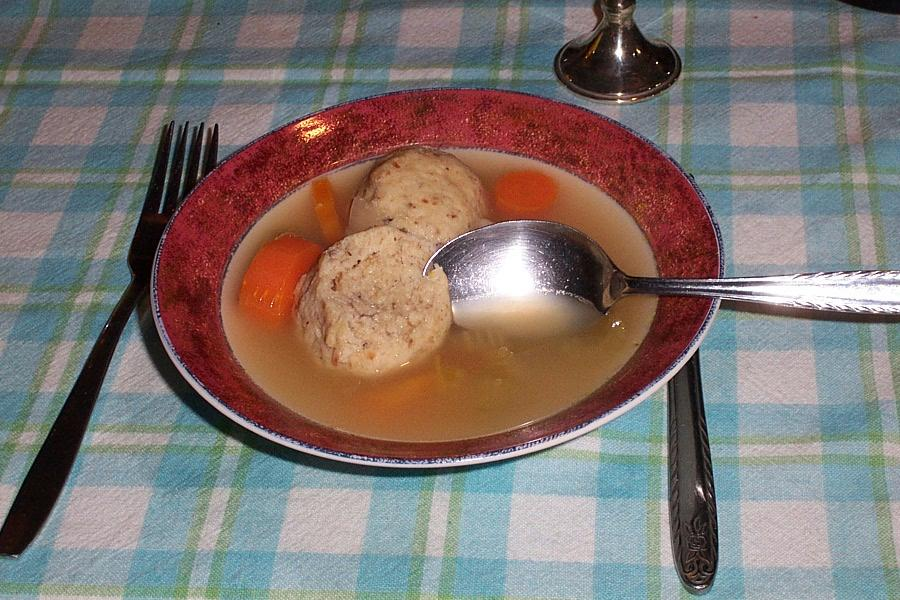
クネイドラハ

- クネイドラハ (Knaydlach)：マッツァー、卵、油脂、調味料、水などを捏ねて丸め、スープで煮た料理。英語でマッツォ・ボール (Matzo Balls) と呼ばれる。
- クレプラハ (Kreplach)

### フィンランド
- ペルナカクット (Perunakakut)

### スウェーデン
- パルト (Palt)
- クロップカーカ (Kroppkaka)

### イタリア

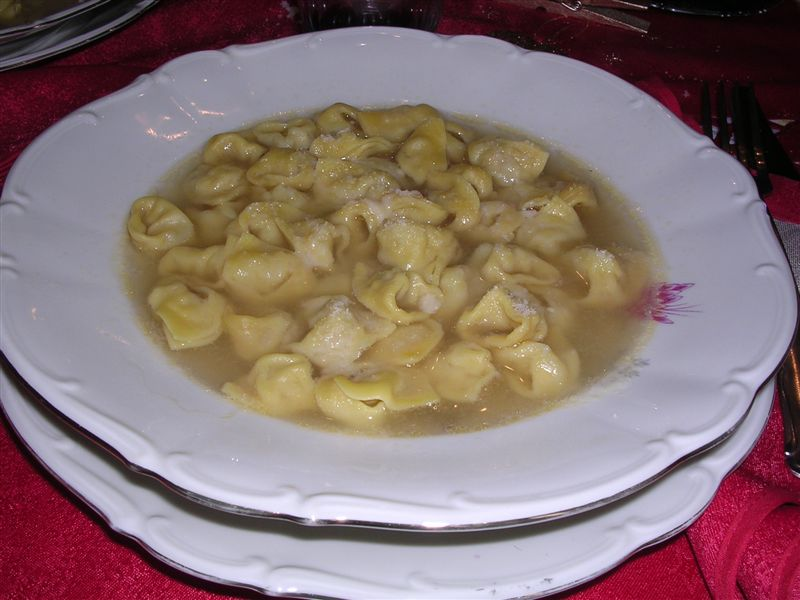
トルテッリーニのスープ

ダンプリング状の詰め物パスタには、次のようなものがある。
- ニョッキ (Gnocchi)
- ラヴィオリ (Ravioli)
- トルテッリーニ (Tortellini)
- アニョロッティ (Agnolotti)

### アメリカ合衆国
- アップルダンプリング (Apple Dumpling) リンゴをパイ生地で包んで焼いた菓子。
- チキン・アンド・ダンプリングス (Chicken and Dumplings) 鶏肉と一口大に切った四角い小麦粉のダンプリングを煮込んだ南部地方の料理。

### カナダ
- プーティーヌ (Poutine) アカディア人の伝統料理。おかずから菓子まで、種類が豊富である。

### スペイン・ポルトガル及び中南米ラテン語圏
- エンパナーダ

### 日本

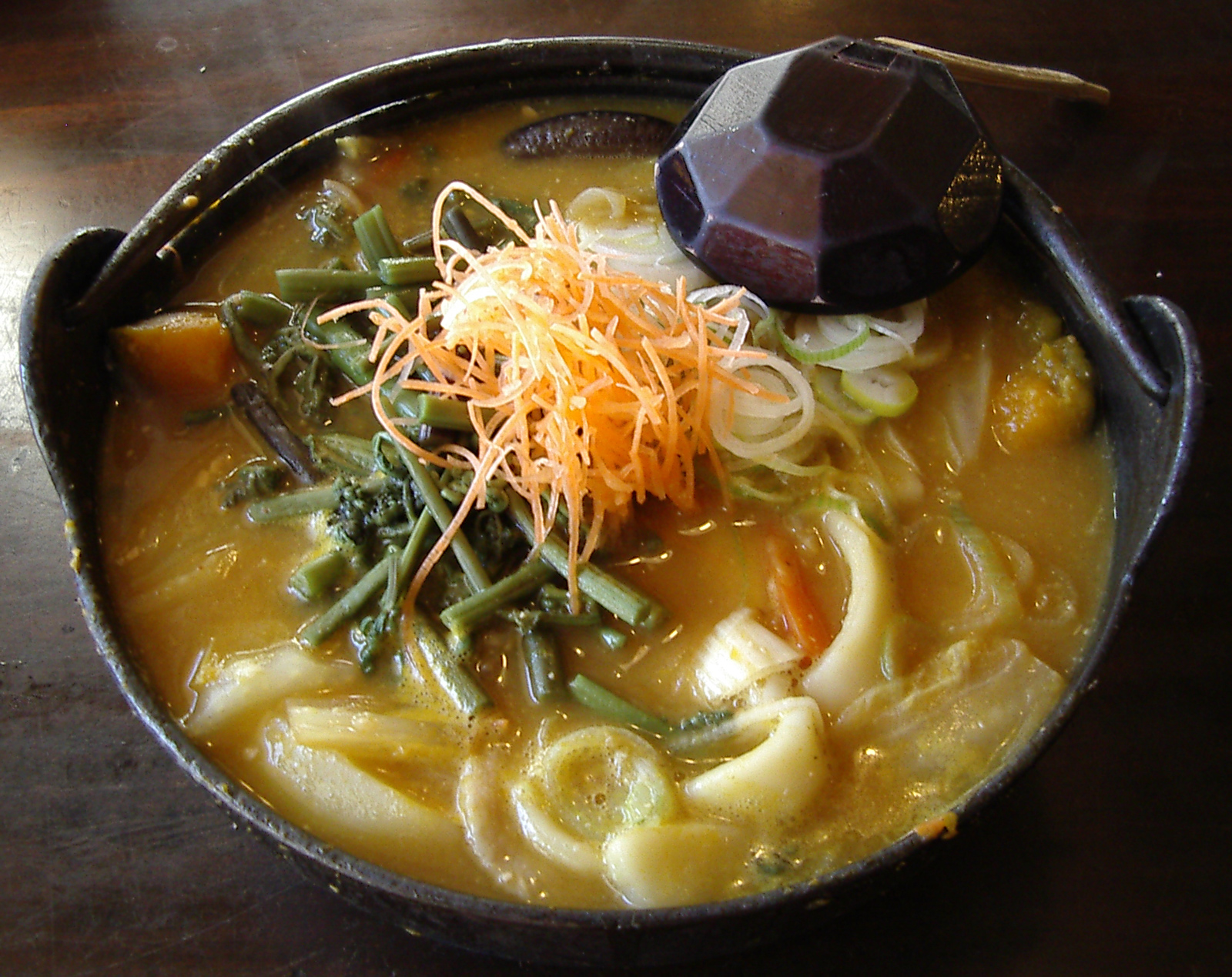
ほうとう

- すいとん（だご汁・ひっつみ・つめり・とってなげ・はっと・おつけだんご）
- 蕎麦がき
- ほうとう ※通常のうどん状のものでなくすいとん状のもの・おっきりこみ・煮ぼうとう
- ちまき
- 団子
- ダンプレン（小笠原諸島の郷土料理。欧米系住民が食べていたダンプリングの転訛）
- シト（アイヌ民族の伝統料理。古代日本の「しとぎ」の系統らしい。アイヌ料理の項参照）
- 中華まん
- 饅頭 ※例外が多数存在（同項参照）
- 大福（餡餅、塩あんぴんなどを含む）
- おやき
- 清浄歓喜団（インドのモーダカが中国経由で日本化した唐菓子）
- けいらん
- 餡餅雑煮
- まめぶ

### 中国

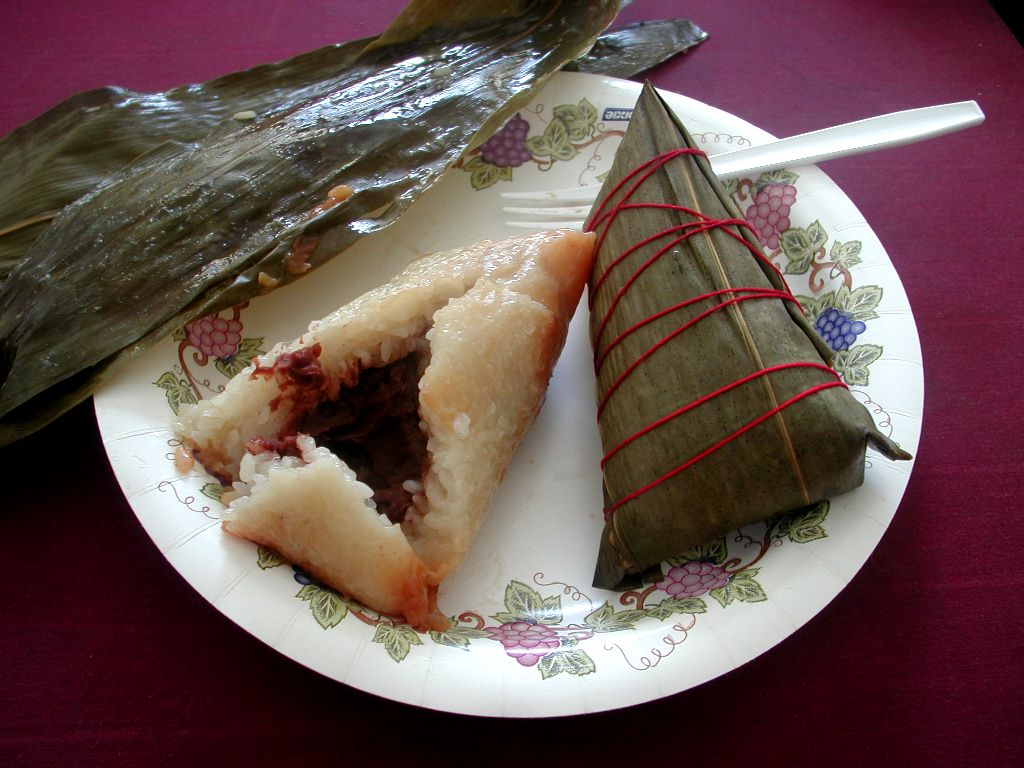
粽子

- 餃子
- 焼売
- ワンタン（雲吞）
- マントウ（馒头）
- 包子
- 小籠包
- 春巻き
- 粽子
- 団子

など

### 朝鮮半島
- 饅頭
- スジェビ

### モンゴル
- ホーショール
- ボーズ

### ベトナム
- バインバオ

### チベット

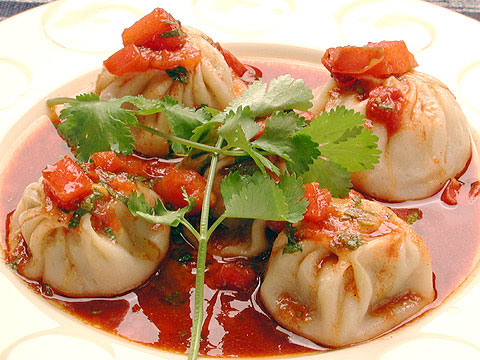
モモ

- モモ
- スキュー

### ネパール
- モモ

### インドおよび近隣圏
- サモサ

### トルコ・中央アジア

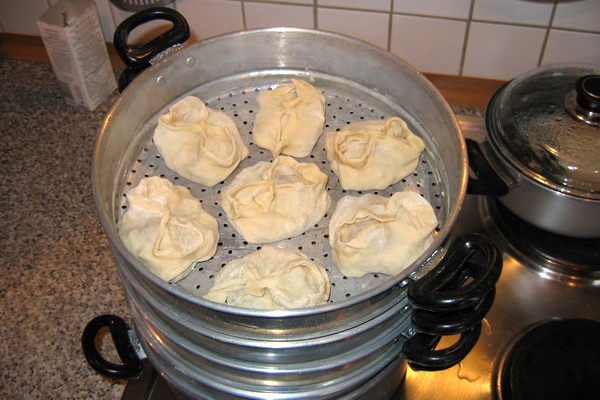
中央アジアのマンティ

- マンティ (Mantı)

### マシュリク・アラブ民族
- シーシュ・バラク (shish Barak)

### ハイチ
- ドンブウェイ (donmbwey)